# Яроновиці
Яроновиці (пол. Jaronowice) — село в Польщі, у гміні Нагловиці Єнджейовського повіту Свентокшиського воєводства.
Населення — 260 осіб (2011).
У 1975-1998 роках село належало до Келецького воєводства.

## Демографія
Демографічна структура на день 31 березня 2011 року:
|          | Загалом | Допрацездатний вік | Працездатний вік | Постпрацездатний вік |
| -------- | ------- | ------------------ | ---------------- | -------------------- |
| Чоловіки | 133     | 28                 | 94               | 11                   |
| Жінки    | 127     | 17                 | 77               | 33                   |
| Разом    | 260     | 45                 | 171              | 44                   |